# カーマーゼンの黒本
カーマーゼンの黒本（ウェールズ語: Llyfr Du Caerfyrddin シヴル・ディ・カエルヴァルズィン、カエルヴァルジンの黒本、カイルヴァルジンの黒書とも）は、最も古いウェールズ語の文章が収められている写本の一つ。1250年頃の物と言われており、現在はウェールズ国立図書館所蔵のペニアースMS1としても知られる。この名称は表紙の色と、ウェールズの都市カーマーゼン（ウェールズ語名カエルヴァルジン）にある、福音記者ヨハネとタイリゾグ修道院に由来する。

## 参考資料
- Jarman, A. O. H. (Ed.) (1982), Llyfr Du Caerfyrddin. Caerdydd : Gwasg Prifysgol Cymru. ISBN 0-7083-0629-2.
- 森野, 聡子 著「ウェールズ四大古書」、木村正俊、松村賢一 編『ケルト文化事典』東京堂出版、2017年5月20日、259-260頁。ISBN 978-4-490-10890-3。